# Joseph Pitts
Joseph Pitts (Exeter, ca. 1663 – aldaar, ca. 1739) was een Engelse visser die tot slaaf werd gemaakt door Barbarijse zeerovers. Hij bekeerde zich nominaal tot de islam en werd een vrij man, maar koos uiteindelijk voor een terugkeer naar zijn geboorteland. Daar schreef hij het relaas van zijn wedervaren, waarin hij als eerste Europeaan verslag deed van zijn bezoek aan de heilige plaatsen.

## Leven
Joseph kwam uit Exeter en werd door zijn vader John Pitts grootgebracht in het non-conformisme. Hij kreeg een zekere scholing, maar uit reislust monsterde hij op zijn vijftiende aan op de vissersboot Speedwell onder kapitein George Taylor. In de Golf van Biskaje werd de boot onderschept door Barbarijse zeerovers die uit waren op slavenwaar. De kapitein, een Nederlandse renegaat, bracht Pitts naar Algiers en verkocht hem op de bedestan aan een zekere Mustafa. Het was een wrede meester die hem sloeg en hem als kanonier op een schip plaatste. Na enkele maanden werd hij voor dertig pond verkocht aan Dilberre Ibrahim. Die onderhandelde met de Engelse consul van Tunis over een afkoopsom, maar er werd geen overeenstemming gevonden over de prijs. Onder fysieke foltering werd Pitts vervolgens gedwongen zich tot de islam te bekeren. 
Toen Dilberre in 1683 stierf tijdens een opstand tegen dei Baba Hassan van Algiers, verkocht zijn weduwe Pitts aan de vrijgezel Omer, bij wie hij dienst deed als huisslaaf. Omer nam hem in 1685 mee op hadj naar Mekka en Medina. Zo werd Pitts een van de eerste Europeanen en de eerste Engelsman die de heilige plaatsen van de moslims bezocht. De reis verliep over zee naar Alexandrië en verder over land via Caïro, Suez en Jeddah. In Mekka schonk Omer de vrijheid aan Pitts, die vanaf dan een betaalde dienaar werd. 
Op de terugreis ontmoette Pitts in de haven van Alexandrië zijn streekgenoot John Cleak. Hij gaf hem een brief mee voor zijn ouders en begon weer harder te verlangen naar een terugkeer. In Algiers nam hij dienst in het leger. Hij was in 1688 aanwezig bij het beleg van het Spaanse Oran en participeerde in een campagne tegen sultan Ismail van Marokko. Ook diende hij in de vloot van Algiers in de hoop dat Europeanen zijn schip zouden kapen. Nochtans twijfelde hij ook of hij zijn leven in de Maghreb zou achterlaten, want hij genoot het vertrouwen van Omer, die hem als een zoon behandelde en ervoor zorgde dat hij Turks leerde schrijven.
In 1693 nam Pitts een besluit en reisde hij naar Smyrna, waar hij vermomd aan boord wist te gaan van een Frans schip naar Livorno. Tijdens de quarantaine maakte hij kennis met een groep Joden en met bevrijde Nederlandse slaven. Samen met die laatsten vatte hij de voettocht naar huis aan. In de Alpen raakte hij achterop en moest hij alleen verder. In Duitsland werd hij overvallen, maar met de hulp van soldaten in Frankfurt am Main kon hij Mainz bereiken en daar de Rijn afzakken. Hij stak het Kanaal over van Sluis naar Harwich, om daar prompt te worden ingelijfd in de marine. In afwachting zat hij vast in de gevangenis van Colchester. Dankzij een koopman kwam hij eronderuit en zag hij in 1695 zijn geboortestad Exeter terug na een afwezigheid van zeventien jaar. In 1704 publiceerde hij zijn relaas, dat hij later nog bijwerkte. Over zijn latere leven is haast niets bekend. Volgens zijn testament uit 1739 had hij een vrouw Hannah en een dochter Elizabeth.  

## A True and Faithful Account of the Religion and Manners of the Mohammetans
Geruime tijd na zijn terugkeer verscheen in 1704 Pitts' verslag van zijn wedervaren en van de moslimwereld waarin hij zeventien jaar lang had geleefd. Het is een bijzonder document, niet alleen omdat het afkomstig is van een laaggeschoolde autodidact, maar ook door de levendige observaties. Hoewel het gaat om een captivity tale, toonde hij vooral tussen de lijnen waardering voor de cultuur van zijn ontvoerders, of toch voor bepaalde aspecten ervan. Het islamitische geloof sloeg hij hoger aan dan het rooms-katholicisme. De publicatie werd goed ontvangen en kreeg in 1731 een derde, herziene uitgave.

## Uitgave
- Paul Auchterlonie (red.), Encountering Islam. Joseph Pitts: An English Slave in 17th-Century Algiers and Mecca, 2012. ISBN 9780955889493

## Voetnoten
1. ↑  Linda Colley, Captives. Britain, Empire and the World, 1600-1850, 2010, p. 122-125. Gearchiveerd op 28 augustus 2023.

- Bibliothèque nationale de France: cb13484237s (data)
- Gemeinsame Normdatei: 103426740X
- International Standard Name Identifier: 0000 0000 8103 6494
- Library of Congress Control Number: n82099952
- Nationale Bibliotheek van Israël: 987007280771705171
- Nederlandse Thesaurus van Auteursnamen: 071062297
- Système universitaire de documentation: 035553030
- Virtual International Authority File: 24753543
- WorldCat: E39PBJgcXgHf6J3C9MJPmyJ4bd